# Păun (okręg Botoszany)
Păun – wieś w Rumunii, w okręgu Botoszany, w gminie Mihălășeni. W 2011 roku liczyła 289 mieszkańców.